# Claude Torracinta
Claude Torracinta est un journaliste suisse d'origine corse né le 11 novembre 1934 au Havre (Seine inférieure) en France et mort le 29 mai 2024 en Suisse.
Il est notamment le créateur en 1969 et l'animateur jusqu'en 1981 puis de 1985 à 1988 de l'émission Temps présent de la Télévision suisse romande.

## Biographie
À 14 ans, Claude Torracinta rejoint sa mère à Genève où il fréquente le Collège Calvin. Il obtient en 1958, une licence ès sciences commerciales et en 1959 une licence ès sciences politiques à l'université de Genève. Il effectue ensuite un stage en 1962 à l'université Harvard (États-Unis) sous la direction d'Henry Kissinger. Marié très jeune, il se consacre en partie à l'enseignement de 1956 à 1959 pour gagner sa vie.
Il se lance ensuite dans le journalisme, tout d´abord à La Tribune de Genève, comme responsable de la rubrique économique (1960-1963) puis chef des informations générales (1963-1966). Il est correspondant à Paris de 1966 à 1969. Entre 1963 et 1969 il collabore occasionnellement pour la Télévision suisse romande.  
Il entre officiellement à la télévision en 1969, où il crée et anime le magazine d'information, Temps présent jusqu'en 1981 puis à nouveau de 1985 à 1988. Il produit de nombreuses émissions et réalise une série historique, Le Temps des passions consacrée à la Genève des années trente. Il est ensuite chef du département des magazines (1972), puis en 1989, directeur de l'information poste qu'il quitte au 1er janvier 1993, pour redevenir simple journaliste. Il anime l'émission Table ouverte jusqu'au 16 juin 1996. Entre 1984 et 1985, il a aussi collaboré à la Radio suisse romande,. Membre du comité des programmes d'Arte dès la création de cette chaîne culturelle, il en refuse la direction générale en 1992. Très attaché au principe du service public pour la télévision et la radio en Suisse, il lui a consacré de nombreux articles et conférences. Fait chevalier des Arts et Lettres par le gouvernement français en 1990 pour son engagement en faveur du service public et d'une télévision de qualité. 
En 1994, il est nommé par le Conseil d'État président du Conseil d'administration de l'Hospice général de Genève qu'il quitte en 2006 et membre du Conseil de fondation de la FSASD. En 2000, l'État de Genève lui demande de réaliser un film documentaire sur « le refuge et l'attitude des autorités locales envers ceux qui cherchaient asile en Suisse de 1939 à 1945 ». Le film Mémoires de la frontière est diffusé le 24 mars 2002 par la Télévision suisse romande puis par plusieurs chaînes étrangères. Président de la Licra-Suisse et de la Fondation Medias et société, membre du Conseil de la Fondation HLM. Collaborateur des Éditions Eiselé (Chroniques et images - Collection CH). Chroniqueur à La Tribune de Genève de 1992 à 2002.
Il meurt le 29 mai 2024, à l'âge de 89 ans.

### Vie privée
Claude Torracinta est marié à Claire Torracinta-Pache, députée au Grand Conseil genevois de 1985 à 1997, auteure d'un essai Le pouvoir est pour demain (1983) Éditions de l'Aire. 
Il est le père d'Anne Emery-Torracinta, députée au Grand Conseil genevois de 2005 à 2013, conseillère d’État chargée du département de l'instruction publique, de la culture et du sport de 2013 à 2023, et de Pascale Torracinta, traductrice et chargée de cours à Harvard aux États-Unis[réf. nécessaire].

## Émissions
- Temps présent
- Table ouverte
- Destins
- En direct avec

## Récompenses
- Prix Hentsch en littérature, 1955
- Prix Casaï en économie de l'université de Genève, 1959
- Prix francophone de l'information, 1987
- Prix du festival du film de l'environnement (Ecovision), 1989[3]
- Chevalier de l'Ordre des Arts et des Lettres (France), 1990[11]
- Mérite Bernésien attribué par la commune de Bernex, 1992

## Publications
- Genève, le temps des passions, 1978.
- Les Banques suisses en question, 1981.
- La Chine aujourd'hui, 1982.
- Chroniques du temps présent, 1998.
- Rosette, pour l'exemple  (préf. Ruth Dreifuss), Éditions Slatkine, 2016, 93 p. (ISBN 9782832107171)[12].
- Ils ont pris le Palais d'hiver, en collaboration avec Claire Torracinta-Pache, Éditions Slatkine.